# Flavio Biondo

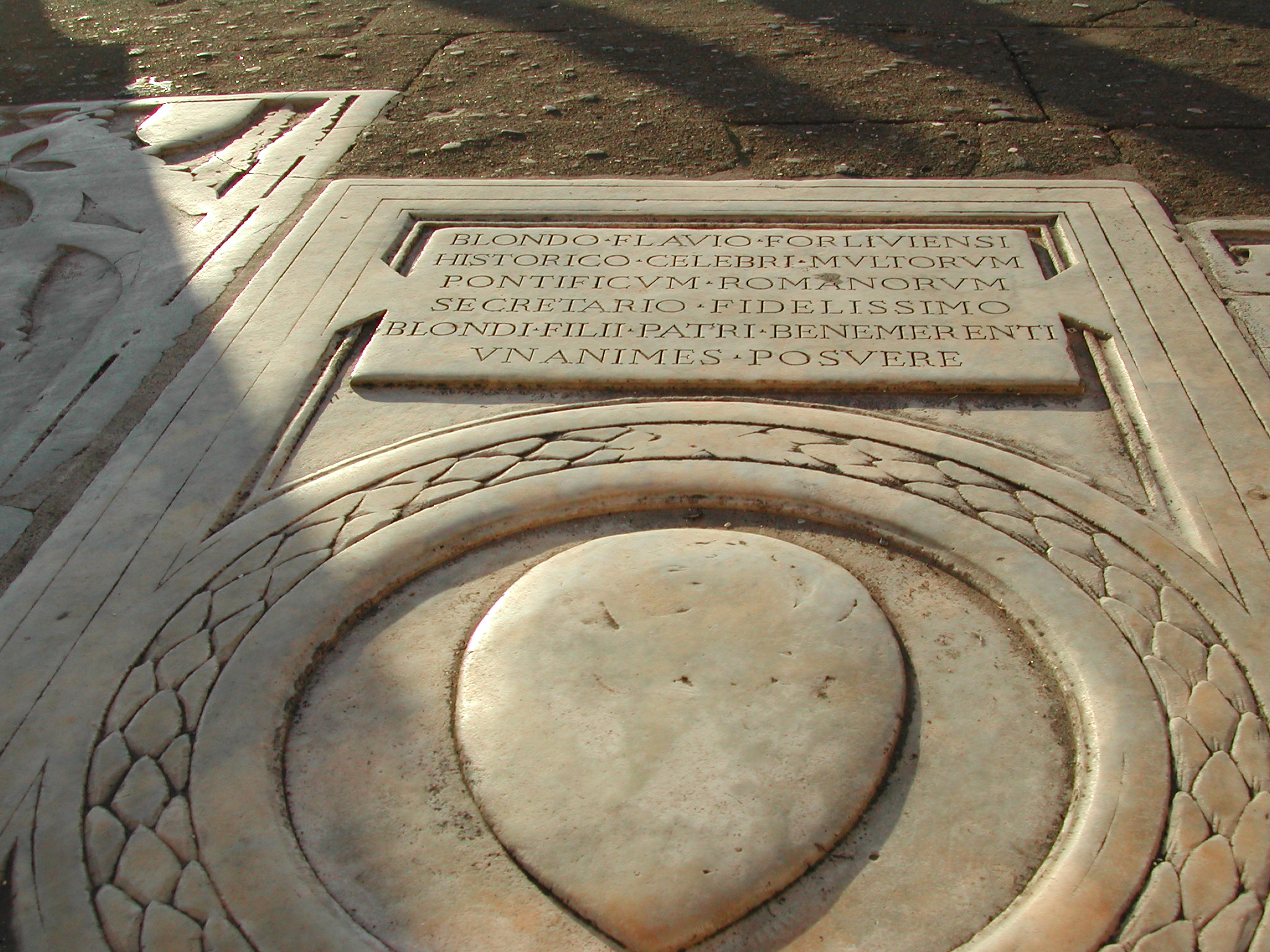
Lápida funeraria de Flavio Biondo en la Basílica de Santa María en Aracoeli de Roma.

Flavio Biondo (Forli, 1392 - Roma, 4 de junio de 1463) fue un historiador, geógrafo, arqueólogo y humanista del Renacimiento italiano.

## Biografía
Se educó en Forli con Giovanni Ballistario de Cremona y, durante una breve estancia en el Milán de los Sforza, descubrió el códice único que contenía el diálogo Brutus de Cicerón. Se trasladó a Roma en 1433 y fue nombrado secretario de la cancillería del papa Eugenio IV en 1444. A causa del nombramiento de Amadeo VIII de Saboya como antipapa Félix V, acompañó al exilio a Eugenio IV en Ferrara y Florencia. Tras la muerte de su protector en 1447, fue empleado en sus mismas funciones por sus sucesores Nicolás V, Calixto III y Enea Silvio Piccolomini (papa Pío II), un gran humanista como él. Está enterrado en la Basílica de Santa María en Aracoeli de Roma. Sus obras fueron editadas póstumas por su hijo usando una nueva tecnología alemana, la imprenta.
Es considerado el primer anticuario del Renacimiento que ofreció guías completas de las ruinas de la Roma antigua, de forma que se le supone también, en general, el primero de los arqueólogos. De cosmovisión historiográfica similar a la de Leonardo Bruni, de quien fue amigo y correspondiente durante su etapa como secretario apostólico con Eugenio IV, destacó por sus trabajos históricos y arqueológicos, que respondían a la desolación que sobre la conservación de la Roma antigua había sentido su amigo, el humanista Poggio Bracciolini, al subir en 1430 al monte Capitolino y divisar los antiguos restos de la misma, transformados en campos de labranza y pasto para cerdos; fue el primero en dividir la historia en tres periodos o edades: Edad Antigua, Edad Media y Edad Moderna, siendo también primero en emplear el concepto despreciativo de "Medioevo",[cita requerida] (medium aevum en latín, Edad Media o intermedia en español) en sus Historiarum ab inclinatione romanorum imperii decades, publicada en 1483, aunque escrita con anterioridad (inc.: Venecia. O. Scotus 1483; Hain *3248)

## Obras
- Historiarum ab inclinatione Romanorum imperii Decadae III, libri XXXI, (Venecia, Octavianus Scotus, 1483; Basilea, 1531), es una historia de Europa en 32 libros en los que mantiene una actitud crítica ante historiadores célebres y hace uso frecuente y abundante de fuentes diversas. Abarca desde el saqueo de Roma por los visigodos en 410 d. de Cristo hasta 1442.
- Italia illustrata (1474), combina la geografía, toponimia e historia de dieciocho provincias italianas con viajes personales del autor y observaciones arqueológicas.
- Romae instauratae libri tres (1444-1448, impresa en 1482), 3 vols., esto es, "Roma restaurada", una reconstrucción topográfica de la Roma antigua con abundantes críticas a su estado de conservación.
- Romae triumphantis libri decem (1479, impresa en 1482) trata sobre las instituciones de la Roma pagana como modelo para los gobiernos modernos y la guerra, y se defiende a la Roma papal moderna como continuación de ese legado.